# Куп Мађарске у фудбалу 1910/11.
Куп Мађарске у фудбалу 1910/11. (мађ. 1910–1911-es magyar labdarúgókupa) је била друга сезона мађарског фудбалског купа. Куп се одвијао по нокаут принципу.

## Историјат
Поново је организовано прикупљање средстава за прави пехар, овога пута прикупљена је донација од 800 круна и 61 филер. После акције, која је завршена крајем лета 1911. године, забележена су имена већине донатора, па се зна да је Антал Редлих дао 150 круна, Миндер Фриђеш 50 круна, а тадашњи председник ФТК др. Ференц Шпрингер је поклонио 20 круна.
Као и претходне сезоне, и даље је владао хаос око играња куп утакмица, тако да је финале могло да се одржи тек 2. октобра 1912. године у новоизграђеном спортском комплексу ФТК. Браниоци титуле МТК и МАК стигли су до финала, испред 15.000 присутних гледалаца.
Према извештајима, финални меч је одигран у брзом темпу. У првој четвртини утакмице доминирали су нападачи МАКа који су искористили грешке дефанзиваца МТКа, а затим је у наставку МТК постепено преузимао иницијативу, гомилајући своје шансе једну за другом. Контранапади МАКа су се понекад показали опасним, а само захваљујући невероватним одбранама Микше Кнапа семафор је наставио да показује 0 : 0. У 44. минуту МТК је дошао у вођство и показало се коначног резултата утакмице. Играч МТК, Шебешчен I, је избио у средину, његово додавање је главом у гол упутио Јожеф Лејн. Несигурног голмана Миклоша Ујшага заменио је Кертеш I. МАК је кренуо у контранапад преостала 2 минута, али без успеха, стигао само до три корнера.
Друго полувреме је боље почео МТК, Карољ Санто је упутио ударац на гол али је лопта погодила голмана, потом је у 59. минуту дошло до инцидента између Санта и Ференца Тота, па је судија Шуберт искључио обојицу. У 66. минуту досуђен је једанаестерац за екипу МТК, али је ударац Ревесов ударац голман Ујшаг одбранио. Преосталих 20 минута карактерише МАКова надмоћ и груба игра, али више није било погодака, па је МТК одбранио титулу. Тим који је освојио пехар такмичио се у саставу Кнап - Ревес, Чидер, Биро, Карољ, Ваго - Шебешчен I, Кертес II, Лане, Кертес I и Санто.

## Резултати
|  | Четвртфинале   | Четвртфинале |                |   | Полуфинале | Полуфинале |  |  | Финале | Финале |
|  |                |              |                |   |            |            |  |  |        |        |
|  |                |              |                |   |            |            |  |  |        |        |
|  |                |              |                |   |            |            |  |  |        |        |
|  | АК Мађар       | 1            |                |   |            |            |  |  |        |        |
|  | АК Мађар       | 1            |                |   |            |            |  |  |        |        |
|  | УТЕ            | 0            |                |   |            |            |  |  |        |        |
|  | УТЕ            | 0            | АК Мађар       | 4 |            |            |  |  |        |        |
|  |                |              | АК Мађар       | 4 |            |            |  |  |        |        |
|  |                | БАК          | 1              |   |            |            |  |  |        |        |
|  | БАК            | БАК          | 1              | 4 |            |            |  |  |        |        |
|  | БАК            |              |                | 4 |            |            |  |  |        |        |
|  | ФК 33          | 3            |                |   |            |            |  |  |        |        |
|  | ФК 33          | 3            | МТК Будимпешта | 1 |            |            |  |  |        |        |
|  |                |              | МТК Будимпешта | 1 |            |            |  |  |        |        |
|  |                | АК Мађар     | 0              |   |            |            |  |  |        |        |
|  | ФТК            | АК Мађар     | 0              | 4 |            |            |  |  |        |        |
|  | ФТК            |              |                | 4 |            |            |  |  |        |        |
|  | БТК            | 1            |                |   |            |            |  |  |        |        |
|  | БТК            | 1            | МТК Будимпешта | 1 |            |            |  |  |        |        |
|  |                |              | МТК Будимпешта | 1 |            |            |  |  |        |        |
|  |                | ФТК          | 0              |   |            |            |  |  |        |        |
|  | МТК Будимпешта | ФТК          | 0              | 4 |            |            |  |  |        |        |
|  | МТК Будимпешта |              |                | 4 |            |            |  |  |        |        |
|  | ВАК            | 0            |                |   |            |            |  |  |        |        |
|  | ВАК            | 0            |                |   |            |            |  |  |        |        |

### Четвртфинале
| 1. екипа       | Резултат | 2. екипа |
| -------------- | -------- | -------- |
| АК Мађар       | 1 : 0    | УТЕ      |
| БАК            | 4 : 3    | ФК 33    |
| ФТК            | 4 : 1    | БТК      |
| МТК Будимпешта | 4 : 0    | ВАК      |

### Полуфинале
| 1. екипа       | Резултат | 2. екипа |
| -------------- | -------- | -------- |
| АК Мађар       | 4 : 1    | БАК      |
| МТК Будимпешта | 1 : 0    | ФТК      |

### Финале
| 1. екипа       | Резултат | 2. екипа |
| -------------- | -------- | -------- |
| МТК Будимпешта | 1 : 0    | АК Мађар |

## Финале
| МТК Будимпешта                                   | 1 : 0    | АК Мађар       |
| ------------------------------------------------ | -------- | -------------- |
| Вилмош Кертес 44’ · Карољ Санто 59’ · Бела Ревес | Извештај | Ференц Тот 59’ |